# За буквите
„За буквите“ (на старобългарски: Ὀ писмєнєхь) е единственото запазено полемическо съчинение от Черноризец Храбър, вероятно писано в края на 9 век, около 893 година. Предполага се, че първоначално творбата е написана на глаголица. Днес са запазени над сто преписа, като най-ранният от тях е от 1348 г., в т. нар. Лаврентиев (Иван-Александров) сборник. Поради голямата хронологическа разлика между преписите и недостигналия до нас оригинал, е трудно да се установи кои части от творбата са вариации, получени по време на създаването на преписите, и кои са по-късни интерполации.

## Структура на съчинението
„За буквите“ се състои от въвеждаща част и от същинска полемическа част. Във въведението се говори за историята на писането у славяните, а в полемическата част авторът защитава създадените от Константин-Кирил букви. Традиционно възприетото становище е, че Черноризец Храбър защитава правото на славянската писменост да съществува наравно с гръцката и еврейската. Но през последните десетилетия се изказва и мнението, че е възможно авторът да защитава глаголическата азбука от опитите да бъде изместена от кирилицата, която заимства някои букви от гръцката азбука. Някои учени смятат, че „За буквите“ е част от по-голям граматически труд заради систематизираната граматическа информация в творбата.

## „Ὀ писмєнєхь“
Прѣжде оубо словѣне не имѣахѫ кънигъ нъ чрьтами и рѣзами чьтѣахѫ и гатаахѫ, погани сѫште. Крьстивъше же сѧ, римьскъми и грьчьскꙑ
ми писменꙑ нѫждаахѫ сѧ пьсати словѣньскѫ рѣчь безь оустрѥниꙗ. Нъ како можетъ сѧ пьсати добрѣ грьчьскꙑми писменꙑ: БОГЪ, или ЖИВОТЪ, или SѢЛО, или ЦРЬКЪІ, или ЧАꙖНЬѤ, или ШИРОТА, или ꙖДЪ, или ѪДОУ, или ѦЗЪІКЪ и ина подобьнаꙗ симъ? И тако бѣшѧ мънога лѣта.
По томь же чьловѣколюбьць, богъ строѧи вьсꙗ оставлꙗѩи чьловѣча рода безъ разоума нъ въсѧ къ разоумоу приводѧ съпасению, помилаловъ родъ словѣньскь посъла имъ свѧнтаѥго Конъстанътина Философа нарицаѥмаѥго Кѵрила, мѫжа правьдьна и истиньна, и сътвори имъ писменъ три десѧте и осмь, ова оубо по чиноу грьчьскъихъ писменъ, ова же по словѣньстѣй рѣчи. Отъ прьваѥго начьнъ по грьчьскоу. Они оубо алъфа, а сь азъ. Отъ аза начѧтъ обоѥ. И ꙗкоже они подобльше сѧ жидовъскꙑмъ писменемъ сътворишѧ, тако и сь грьчьскъıмъ. Жидове бо прьвоѥ писмѧ имѫтъ алефъ, ѥже сѧ съказаѥтъ оучинеиѥ съврьшаѭште. Въводимоу дѣтиштю и глаголѭште: „Оучи сѧ“, ѥже ѥстъ алефъ. И грьци подобѧште сѧ томоу „алъфа“ рѣшѧ. И съподоби сѧ речениѥ съказаниꙗ жидовьска грьчьскоу ѧзъıкоу, да речетъ дѣтиштю въ „оучениꙗ“ мѣсто „ишти“, „алфа“, бо „ишти“ сѧ речетъ грьчьскомь ѧзꙑкомь. Тѣмъ бо подобѧ сѧ, свѧ тꙑи Кѵрилъ сътвори прьвоѥ писмѧ азъ. Нъ ꙗко пръвоуѥмоу сѫштю писмени азъ и отъ  Бога даноу родоу словѣньскоуѥмоу на отврьстиѥ оустъ въ разоумъ оучѧштимъ сѧ боукъвамъ великомь раздвижениѥмь оустъ възгласитъ сѧ. А она писмена маломь раздвижениѥмь оустъ възглсѧтъ сѧ и исповедаѭнтъ сѧ.
Се же сѫтъ писмена словѣнскаꙗ сице бо подобаѥтъ пьсати и глаголати: А, Б, В, Г и прочаꙗ.
Дроузии же глаголѭнтъ: „По чьто ѥстъ ли писменъ сътворилъ? А можетъ сѧ мьньшемь того пьсати, ꙗкоже и грьци дъвѣма десѧнтьма и четꙑрьма пишѫтъ“. И не вѣдѧтъ колицѣмь пишѫтъ грьци: ѥсть бо дъва десѧнте и четꙑри писменъ, нъ не наплънꙗѭтъ сѧ тѣми кънигъı, нъ приложили сѫть двогласьнъихъ аı и въ чисменьхъ же три: шестоѥ и девѧтьдесѧтьноѥ и събираѭтъ ихъ три десѧнте и осмь. Тѣмь же томоу подобьно и въ тъжде образъ сътвори свѧтъıи Кѵрилъ три десѧнте и осмь писменъ.  
Дроузии же глаголѭтъ: „Чьсомоу же сѫтъ словѣньскꙑ кънигꙑ? Ни того бо ѥстъ богъ сътворилъ, ни то анъгели, ни сѫтъ иждеконьнꙑ, ꙗко жидовьскꙑ и римьскꙑ и ѥлиньскꙑ, иже отъ кони сѫтъ и приѧти сѫтъ богомь“.
А дроузии мьнѧтъ, ꙗко богъ самъ ѥстъ сътворилъ писмена и не вѣдѧтъ сѧ чьто глаголѭште, окаꙗнии! И ꙗко трьми ѧзъıкъı повелѣлъ богъ кънигамъ бꙑти, ꙗко же въ ѥѵанъгелии пишетъ: „И бѣ дъска напьсана жидовьскꙑ и римьскꙑ, и ѥлиньскꙑ “. А словѣньскꙑ нѣстъ тоу. Тѣмъ же не сѫтъ словѣньскꙑѧ кънигꙑ отъ бога. Къ тѣмъ чьто глаголемъ или чьто речемъ къ тацѣмъ безоумьнꙑмъ? Обаче речемъ отъ свѧтꙑихъ кънигъ, ꙗкоже наоучихомъ сѧ, ꙗко вьсꙗ по рѧдоу бꙑваѥтъ отъ бога, а не отъ иного. Нѣстъ бо богъ сътворилъ жидовьска ѧзъıка прѣжде, ни римьска, ни ѥлиньска, нъ сирьскꙑи имьже и Адамъ глагола, и отъ Адама до потопа, и отъ потопа доньжде богъ раздѣли ѧзꙑкꙑ при стлъпотворении, ꙗкоже пишетъ:„Размѣшеномъ же бꙑвъшемъ ѧзъıкомъ“.  И ꙗкоже сѧ ѧзъıци размѣсишѧ, тако и нърави и обꙑчаи, и оустави, и закони, и хꙑтрости на ѧзꙑкꙑ: ѥгѵпьтѣномъ же землемѣрениѥ, а перъсомъ и халъдеомъ и асиреомъ - звѣздочьтениѥ, влъшвениѥ, врачеваниѥ, чарованиꙗ и вьсꙗ хꙑтрость человѣча; жидовомъ же - свѧтъıѧ кънигꙑ, въ нихъ же ѥстъ пьсано, ꙗко богъ небо сътвори и землѭ н вьсꙗ, ꙗже на неи, и человѣка и вьсꙗ рѧдоу, ꙗкоже пишетъ; ѥлиномъ же граматикиѭ, риторикиѭ, философиѭ. Нъ прѣжде сего ѥлини не имѣахѫ своимь ѧзꙑкомь писменъ, нъ финичьскꙑими писменꙑ пьсаахѫ своѭ си рѣчь. И тако бѣшѧ мънога лѣта. Панамидъ же послѣжде пришьдъ, начьнъ отъ алъфꙑ и витꙑ шесть на десѧнте писменъ тъкъмо ѥлномъ обрѣте. Приложи имъ Кадмъ Милисии писмена три.
Тѣмъ же мънога лѣта девѧнтнѭ на десѧнте писменъ пьсаахѫ. И по томь Симонидъ обрѣтъ приложи дъвѣ писменѣ, Епихарии же Съказатель три писмена обрѣте и събьра сѧ ихъ дъва десѧти и четꙑри. По мънозѣхъ же лѣтѣхъ Дионисъ Граматикъ шесть двогласьнꙑхъ обрѣте, по томь же дроугꙑи - пѧть, и дроугꙑи - три писмена. И тако, мънози мъногꙑ лѣтꙑ ѥдъва събьрашѧ л҄и писменъ. По томь же мъногомъ лѣтомъ минѫвъшемъ, божиѥмь повелѣниѥмь обрѣте сѧ седмь десѧтъ мѫжь, иже прѣложишѧ отъ жидовьскаѥго на грьчьскꙑи ѧзꙑкъ. А словѣньскъıѧ кънигъı ѥдинъ свѧтꙑи Конъстанътинъ, нарицаѥмꙑи Кѵрилъ и писмена сътвори и кънигꙑ прѣложи въ малѣхъ лѣтѣхъ, а они мънози. И мъногꙑ лѣтꙑ седмь ихъ писмена оустроишѧ, а седмь десѧтъ мѫжь - прѣложениѥ. Тѣмь же словѣнскаꙗ писмена свѧтѣнша сѫтъ и чьстьнѣнша, свѧтъ бо мѫжь сътворилъ ꙗ ѥстъ, а грьсчьскаꙗ - ѥлини погани. Аште ли къто речетъ, ꙗко нѣстъ оустроилъ добрѣ, понеже сѧ постраꙗѭнтъ и ѥште, отъвѣдъ речемъ симъ: „И грьчьскꙑ такожде мъногашьди сѫтъ постраꙗли Акила и Симахъ и по томь ини мънози. Оудобѣѥ бо ѥсть послѣжде потворити, неже прьвоѥ сътворити.
Аште бо въпросиши кънигъчнѧ грьчьскꙑѧ, глаголѧ: „Къто вꙑ ѥстъ писмена сътворилъ или кънигꙑ прѣложилъ, или въ коѥ врѣмѧ?“, то рѣдъци отъ нихъ вѣдѧтъ. Аште ли въпросиши словѣскъıѧ боукарѧ, глаголѧ: „Къто вꙑ писмена сътворилъ ѥстъ или кънигъı прѣложилъ?“ то вьси вѣдѧтъ и, отъ вѣштавъше, рекѫтъ „Свѧтꙑи Конъстанътинъ Философъ, нарицаѥмъıи Кѵрилъ, тъ намъ писмена сътвори кънигꙑ прѣложи, и Меѳодиѥ, братръ ѥго. Сѫтъ бо ѥште живи, иже сѫтъ видѣли ихъ“. И аште въпросиши въ коѥ врѣмѧ, то вѣдѧтъ и рекѫтъ, ꙗко въ врѣмена Михаила цѣсарꙗ грьчьска, и Бориса, кънѧза блъгарьска, Растицѧ, кънѧза моравьска, и Коцелꙗ, кънѧза блатьньска, въ лѣто же отъ съзьданиꙗ вьсего ҃Ѕ҃Т҃Ѯ҃Г. Сѫтъ же и или отъвѣти, ѧже инъде речемъ, а нꙑнѣ нѣстъ врѣмѧ. Такъ разоумъ, братриѥ, богъ ѥстъ далъ словѣномъ, ѥмоуже слава, и чьсть н дрьжава и поклонениѥ нꙑнѣ и присно и въ бесконьчьнꙑѧ вѣкꙑ. Аминь.
Чрьноризьцъ Храбръ

## „За буквите“
Прочее преди славяните нямаха книги, но бидейки езичници, четяха и гадаеха с черти и резки.
Когато се кръстиха, бяха принудени [да пишат] славянската реч с римски и с гръцки букви без устроение. Но как може да се пише добре с гръцки букви: БОГЪ или ЖИВОТЪ, или ДЗѢЛО, или ЦРЬКꙐ, или ЧАꙖНЬѤ, или ШИРОТА, или ꙖДЪ, или ѪДОУ или ЮНОСТЬ, или ѨЗꙐКЪ и други тям подобни. И така беше много години.
След това човеколюбивият Бог, който урежда всичко и който не оставя човешкия род без разум, но всички привежда към разум и спасение, смили се над човешкия род, изпрати му свети Константин Философа, наречен Кирил, праведен и истинолюбив мъж, и той им състави 38 букви: едни по образец на гръцките букви, а други пък според славянската реч. Изпърво започна по гръцки: те прочее казват „алфа“, а той — „аз“. От „а“ започват и двете азбуки. И както гърците съставиха своите букви по образец на еврейските, така и той — по гръцките. Първата буква у евреите е „алеф“, което ще рече „учение“. Като се завежда отначало детето на училище, казва му се: „Учи се“ — това е алеф. И гърците, подражавайки на това, казваха „алфа“. И така се пригоди този еврейски израз към гръцкия език, че казват на детето „алфа“, което значи на гръцки „търси“ вместо „търси учение“. Подобно на това и св. Кирил създаде буква „аз“. Но като първа буква и дадена от бога на славянския род за развързване устата на онези, които чрез азбуката се учат на разум, „аз“ се изговаря с широко отваряне на устата, а другите букви се изговарят и произнасят със слабо разтваряне на устата.
Тези са славянските букви и така трябва да се пишат и произнасят: а, б, в, г…
Някои казват: „Защо е създал 38 букви, когато може да се пише и с по-малко, както гърците пишат с 24 букви?“ Но те не знаят с колко пишат гърците. Наистина те имат 24 букви, но не изпълват с тях книгите си, та са прибавили 11 двугласни и три за числата: 6, 90, 900. И като се съберат — 38. Подобно на това и по същия начин св. Кирил създаде 38 букви.
Други пък казват: „Защо са славянските книги? Тях нито бог ги е създал, нито ангелите, нито пък са изначални като еврейските, римските и гръцките, които са още отначало и са приети от бога.“
А други пък казват, че бог ни е създал буквите. И не знаят, окаяните, какво говорят и мислят, като смятат, че бог е заповядал да се пишат книги на три езика, както пише в Евангелието: „И имаше дъска, написана на еврейски, римски и елински.“ А славянски там нямаше. Затова славянските книги не са от бога.
На това какво да кажем или що да речем на такива безумци? Но нека да им отговорим, както сме се научили от светите книги, че всичко поред идва от Бога, а не от другиго. Бог не е създал най-напред нито еврейския, нито елинския език, а сирийския, на който е говорил Адам, и от Адама до потопа, и от потопа, докато бог раздели езиците при стълпотворението, както пише: „Размесени бяха езиците.“ И както се размесиха езиците, така и нравите, и обичаите, и наредбите, и законите, и изкуствата според народите: на египтяните се падна земемеренето, на персите, халдеите и асирийците — звездоброенето, гадаенето, врачуването, магьосничеството и всички човешки изкуства; на евреите пък — светите книги, в които е писано, че бог сътвори небето и земята и всичко, което е на нея, и човека, и всичко поред, както пише; на елините пък даде граматиката, риториката и философията.
Но преди това елините нямаха букви на своя език, а пишеха своята реч с финикийски букви. И така беше много години. После, като дойде Паламид, започна от алфа и вита и състави на елините само 16 букви. Към тях Кадъм Милиски прибави още 3 букви. С тези 19 букви пишеха дълго време. После Симонид изнамери и прибави две букви, а писателят Епихарий изнамери 3 букви. И събраха се 24. След много години Дионисий Граматик изнамери 6 двугласни, после друг — 5 и друг — 3 за числата. И така мнозина за много години едва събраха 38 букви. После пък, като минаха много години, намериха се по божие повеление 70 мъже, които преведоха от еврейски на гръцки език [библията]. А славянските книги сам св. Константин, наречен Кирил, ги преведе и буквите създаде за малко години: онези мнозина, 7 души, и за много години създадоха техните букви, а 70 — превода. Затова славянските букви са по-свети и по за почит, защото свят мъж ги е създал, а гръцките — елини езичници.
Ако ли пък някой рече, че не ги е нагласил добре, понеже и сега още се нагласяват, ще дадем този отговор: и гръцките също така много пъти са били нагласявани от Акила и Симах, а после и от мнозина други. Защото по-лесно е да се нагласи отпосле, отколкото да се създаде за пръв път.
Ако запиташ гръцките книжовници, като речеш: „Кой ви е създал буквите и превел книгите, или в кое време?“, то рядко измежду тях знаят. Обаче ако запиташ славянските азбукарчета, като речеш: „Кой ви е създал азбуката или превел книгите?“, всички знаят и в отговор ще рекат: „Св. Константин Философ, наречен Кирил, той ни създаде азбуката и преведе книгите и брат му Методий.“ И ако попиташ в кое време, то всички знаят и ще рекат, че през времето на гръцкия цар Михаил и на Бориса българския княз, и на Растица моравския княз, и на Коцел блатенския княз, в годината 6363 от създаването на света.
Има и други отговори, които другаде ще кажем, а сега няма време. Така, братя, бог е дал разум на славяните, комуто слава и чест, и власт, и поклонение сега и винаги в безкрайните векове, амин. 
Черноризец Храбър

## Други
На „За буквите“ е наречена улица в квартал „Драгалевци“ в София (Карта).